# Pfarrkirche Brand bei Gmünd

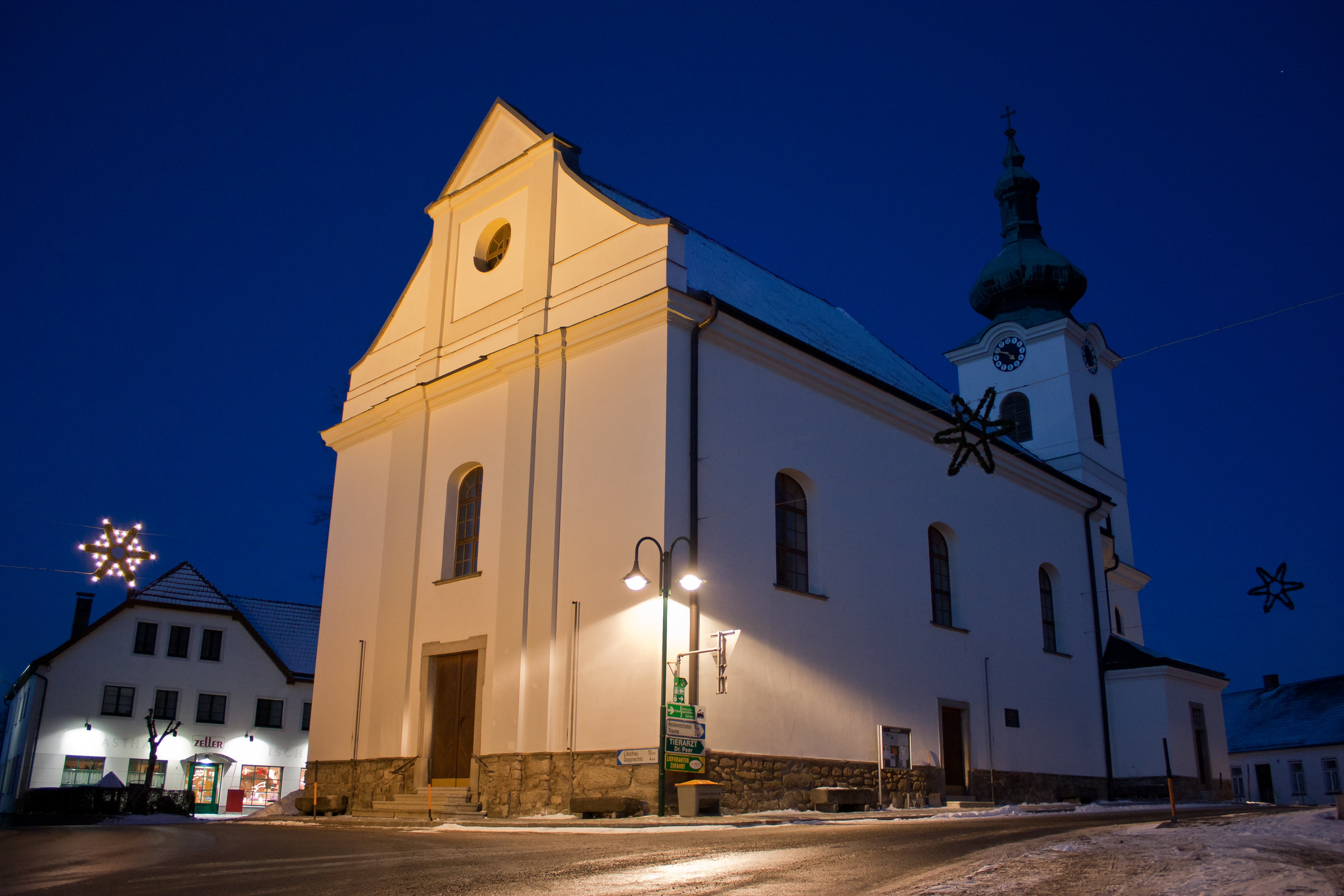
Pfarrkirche Brand bei Gmünd

Die römisch-katholische Pfarrkirche Brand bei Gmünd steht inmitten eines Platzes im Norden des Ortes Brand in der Marktgemeinde Brand-Nagelberg in Niederösterreich. Die Pfarrkirche hl. Andreas gehört zum Dekanat Gmünd in der Diözese St. Pölten. Die Kirche steht unter Denkmalschutz.

## Geschichte
Die josephinische Kirche wurde von 1784 bis 1797 erbaut und 1784 zur Pfarrkirche erhoben. 1809 war ein Kirchenbrand. 1869 wurden Erneuerungen an der Kirche durchgeführt. Um 1900 war eine Restaurierung.

## Architektur
Die genordete Kirche mit einem dreijochigen Langhaus mit einer Giebelfassade hat einen eingezogenen einjochigen Chor mit einem Dreiseitschluss und einen am Chorhaupt vorgestellten Nordturm mit einem Zwiebelhelm. Die Kirche hat Flachbogenfenster und ein umlaufendes Abschlussgesims. Beidseits am Chor sind Sakristeianbauten.
Das Langhaus und der Chor haben queroblonge Platzlgewölbe über im Langhaus verdoppelten Gurtbögen auf Pilastern vor Wandpfeilern. Der Chorschluss hat ein Stichkappengewölbe. Die Orgelempore über einer Flachdecke steht auf zwei Pfeilern.

## Ausstattung
Der Hochaltar ist ein Rokokoretabel mit einer Aussetzungsnische auf einer freistehenden Mensa. Das Hochaltarbild Martyrium des hl. Andreas im Chorschluss gemalt von Martin Johann Schmidt (1780) wurde im Jahre 1786 aus der ehemaligen Dominikanerkirche in Krems hierher übertragen. Die seitlichen Figuren Peter und Paul sind aus dem Ende des 18. Jahrhunderts. Die Seitenaltäre entstanden um 1860/1870. Die klassizistische Kanzel entstand am Ende des 18. Jahrhunderts. Der Kanzel gegenüber ist eine Baldachinnische mit der Figurengruppe Heilige Familie aus 1911. Die Kreuzwegbilder malte Michael Reger (1837).
Die Orgel baute Lukas Koller (1870).